# Жоель Фамеє
Жоель Фамеє (англ. Joel Fameyeh 14 травня 1997, Кумасі) — ганський футболіст, нападник клубу «Рубін», що на правах оренди виступає за калінінградську «Балтику». Виступав за національну збірну Гани протягом 2015—2021 років.

## Кар'єра
Жоель Фамеє народився в місті Кумасі. Починав кар'єру в клубах «Асоква Ворріорз» і «Легон Сітіз».
На початку 2016 року перейшов на правах оренди в білоруський клуб «Білшина», за яку виступав в першій половині чемпіонату. В середині сезону 2016 року гравця викупило «Динамо-Брест». Всього, за підсумками чемпіонату Білорусі 2016 року, Фамеє провів 27 матчів, в яких відзначився 10 забитими м'ячами, ставши п'ятим бомбардиром ліги. Володар Кубка Білорусі 2017 і 2018 років і Суперкубка країни 2018 і 2019 років.
В кубковій кампанії 2017/18 став кращим бомбардиром з 8 голами, в тому числі відзначився голом у фінальному матчі проти БАТЕ (3:2). Продовжував виступати за брестський клуб до літа 2019 року.
У липні 2019 року перейшов в клуб російської прем'єр-ліги «Оренбург».

## У збірній
За національну збірну Гани Фамеє дебютував 18 жовтня 2015 року, зігравши в першому кваліфікаційному раунді чемпіонату африканських націй проти збірної Кот-д'Івуара і забивши в першій же грі 2 м'ячі.

## Досягнення
«Динамо-Брест»
- Володар Кубка Білорусі (2): 2017, 2018
- Володар Суперкубка Білорусі (2): 2018, 2019